# Finnish Open 2019
Die Finnish Open 2019 fanden vom 4. bis zum 7. April 2019 in der Energia Areena in Vantaa statt. Es war die 22. Austragung dieser internationalen Meisterschaften von Finnland im Badminton.

## Medaillengewinner
| Disziplin    | Gold                                         | Silber                                 | Bronze                             |
| ------------ | -------------------------------------------- | -------------------------------------- | ---------------------------------- |
| Herreneinzel | Kunlavut Vitidsarn                           | Lin Chun-yi                            | Lin Yu-hsien                       |
| Herreneinzel | Kunlavut Vitidsarn                           | Lin Chun-yi                            | Sourabh Varma                      |
| Dameneinzel  | Julie Dawall Jakobsen                        | Porntip Buranaprasertsuk               | Choirunnisa                        |
| Dameneinzel  | Julie Dawall Jakobsen                        | Porntip Buranaprasertsuk               | Neslihan Yiğit                     |
| Herrendoppel | Muhammad Shohibul Fikri Bagas Maulana        | Jones Ralfy Jansen Peter Käsbauer      | Alexander Dunn Adam Hall           |
| Herrendoppel | Muhammad Shohibul Fikri Bagas Maulana        | Jones Ralfy Jansen Peter Käsbauer      | Lee Jhe-huei Yang Po-hsuan         |
| Damendoppel  | Erina Honda Nozomi Shimizu                   | Febriana Dwipuji Kusuma Ribka Sugiarto | Anastasiia Akchurina Olga Morozova |
| Damendoppel  | Erina Honda Nozomi Shimizu                   | Febriana Dwipuji Kusuma Ribka Sugiarto | Rin Iwanaga Kie Nakanishi          |
| Mixed        | Rehan Naufal Kusharjanto Lisa Ayu Kusumawati | Mathias Bay-Smidt Rikke S. Hansen      | Supak Jomkoh Supissara Paewsampran |
| Mixed        | Rehan Naufal Kusharjanto Lisa Ayu Kusumawati | Mathias Bay-Smidt Rikke S. Hansen      | Frederik Søgaard Alexandra Bøje    |